# Geometría molecular bipiramidal pentagonal

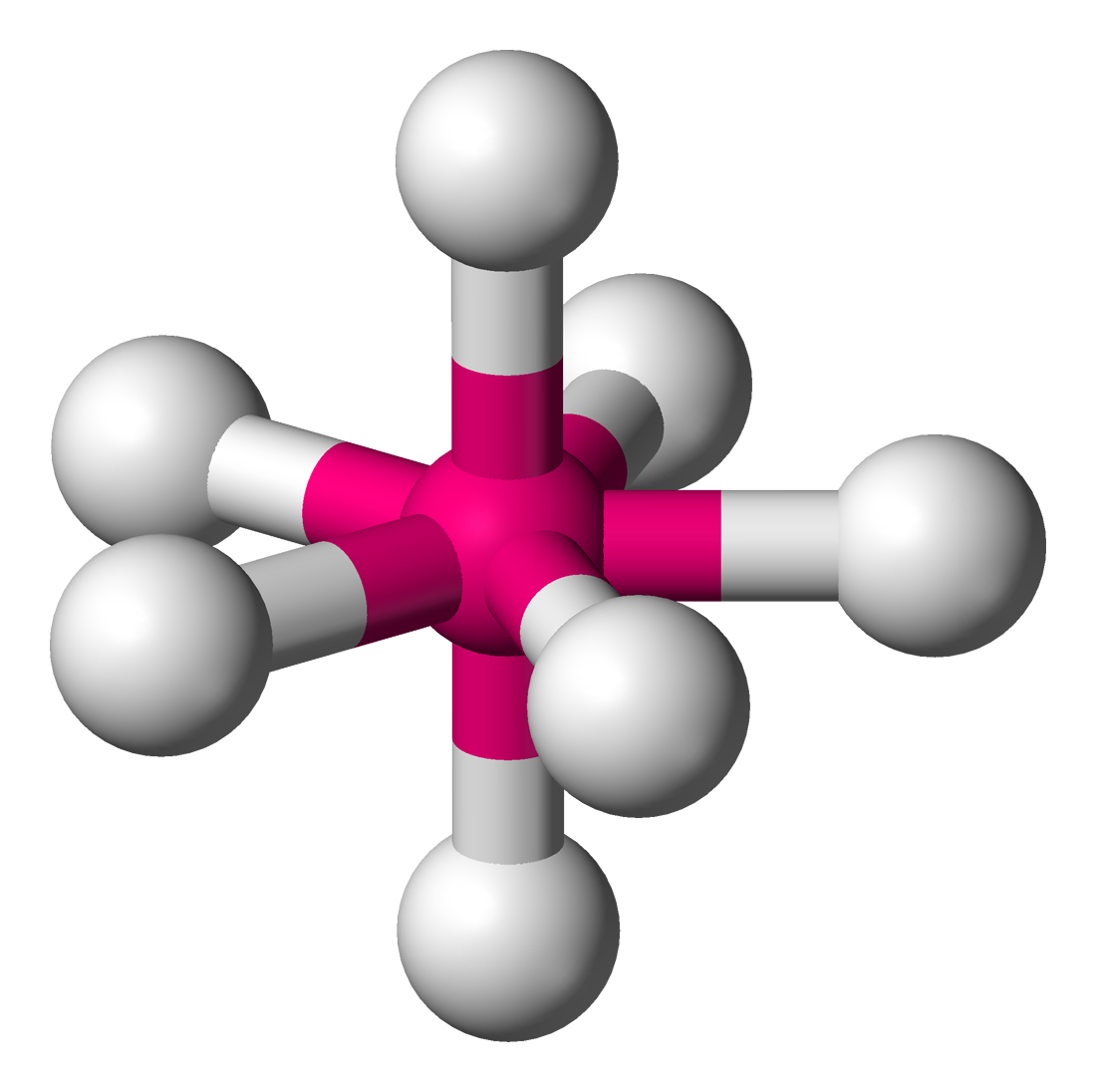
Estructura idealizada de una molécula de coordinación con una geometría molecular bipiramidal pentagonal.

En química, la geometría molecular bipiramidal pentagonal es un tipo de geometría molecular con un átomo central unido mediante enlaces covalentes a siete ligandos situados en las esquinas o vértices de una bipirámide pentagonal. Una bipirámide pentagonal perfecta pertenece al grupo puntual molecular D5h.
La geometría bipiramidal pentagonal es un caso en el que todos los ángulos de enlace alrededor del átomo central no son idénticos (véase también la geometría molecular bipiramidal trigonal).

## Otras geometrías relacionadas
Según la teoría de repulsión de pares de electrones de la capa de valencia (RPECV), estos compuestos pertenecen a la clase AX7E0.
Otras geometrías en compuestos de coordinación con siete ligandos incluyen el octaedro monoapuntado y el prisma trigonal monoapuntado. Diversos complejos de metales de transición adoptan heptacoordinación, pero la simetría es normalmente menor que la D5h.

## Ejemplos
- Heptafluoruro de yodo (IF7), con 7 ligandos enlazados.
- Peroxo-complejos de cromo (IV), por ejemplo [Cr(O2)2(NH3)3], donde los grupos peroxo son ligandos bidentados que ocupan cuatro de las posiciones del plano central.